# Elecciones presidenciales de Kazajistán de 1999
Elecciones presidenciales se celebraron en Kazajistán el 10 de enero de 1999. El presidente Nursultan Nazarbayev ganó las elecciones con más del 80% de los votos y asumió su nuevo mandato el 20 de enero de 1999. La mayoría de los observadores consideraron las elecciones descaradamente injustas, confirmando aún más que Nazarbayev no estaba interesado en promover un sistema democrático de gobierno. Se informó que la participación electoral fue del 87.0%.

## Desarrollo
El principal candidato de la oposición, Akezhan Kazhegeldin, no pudo participar en las elecciones, una acción criticada por muchos observadores. Una ley recientemente aprobada prohibía que cualquier persona declarada culpable de un delito se postulase en las elecciones. Recientemente, Kazhegeldin había sido declarado culpable de participar en una manifestación electoral no autorizada, por lo que no le era posible postularse a la presidencia.
Incluso antes de las elecciones, grupos como la Organización para la Seguridad y la Cooperación en Europa (OSCE) expresaron su preocupación por la breve preparación y el período de campaña. La OSCE presionó al gobierno kazako para posponer las elecciones, de modo que todos los candidatos tuvieran tiempo suficiente para hacer campaña, pero fue en vano. El vicepresidente estadounidense Al Gore llamó a Nazarbayev en noviembre de 1998 para expresar sus preocupaciones sobre las próximas elecciones.
La falta de acceso justo a los medios de comunicación también preocupó a muchos observadores. Según la OSCE, la mayoría de los principales medios de comunicación se centraron desproporcionadamente en Nazarbayev.
Serikbolsyn Abdilin, el subcampeón en las elecciones, reclamó fraude electoral generalizado.
El Departamento de Estado de los Estados Unidos comentó que la naturaleza antidemocrática de las elecciones "ensombreció las relaciones bilaterales".

## Resultados
| Candidato             | Partido                                    | Votos     | %    |
| --------------------- | ------------------------------------------ | --------- | ---- |
| Nursultan Nazarbayev  | Candidato independiente                    | 5,846,817 | 81   |
| Serikbolsyn Abdildin  | Partido Comunista de Kazajistán            | 857,386   | 11.9 |
| Gani Kasymov          | Candidato independiente                    | 337,794   | 4.7  |
| Engels Gabbasov       | Partido de la Unidad Popular de Kazajistán | 55,708    | 0.8  |
| Contra todos          | Contra todos                               | 123,703   | 1.2  |
| Votos nulos/en blanco | Votos nulos/en blanco                      | 107,562   | –    |
| Total                 | Total                                      | 7,328,970 | 100  |
| Fuente: Nohlen et al. |                                            |           |      |